# 분노의 전쟁 (영화)
《분노의 전쟁》(영어: Karmouz War)은 2018년 공개된 이집트의 액션, 범죄 영화이다.

## 출연진

### 주연
- 스콧 애드킨스 : 더 크레이지 원 역
- 아미르 카라라 : 유세프 엘 마스리 역

### 조연
- 가다 압둘라제크 : 자우바 역
- 아흐메드 엘사카
- 바이유미 푸아드
- 마흐무드 헤미다